# Umbrina xanti
Umbrina xanti es una especie de pez de la familia Sciaenidae en el orden de los Perciformes.

## Morfología
• Los machos pueden llegar alcanzar los 40 cm de longitud total.

## Alimentación
Come peces, crustáceas y bivalvos

## Hábitat
Es un pez de mar y , de clima tropical (22°N-4°N, 107°W-85°W) y demersal que vive hasta los 35 m de profundidad.

## Distribución geográfica
Se encuentra en el Pacífico oriental: desde el Golfo de California hasta el Perú.

## Observaciones
Es inofensivo para los humanos.